# Jak and Daxter: The Precursor Legacy
Jak and Daxter: The Precursor Legacy — платформер разработанный Naughty Dog и изданный Sony Computer Entertainment, а также это первая игра из серии Jak and Daxter. Игра была разработана специально для PlayStation 2 и вышла 3 декабря 2001 года в Северной Америке, 7 декабря 2001 года в Европе и 20 декабря 2001 года в Японии. На сегодняшний день было продано 4 млн. 200 тысяч.

## Сюжет
Джек и Декстер держали свой путь к туманному острову, против предупреждений мудреца Самоса. Друзей беспокоит то, что они видят, и они собираются уйти, но на них нападают. Джеку удается уничтожить врага с помощью одного барреля Эко, но взрыв бросает Декстера в бассейн Темного Эко. Декстер выбирается превращенным в выдростая. Возвращаясь в свою деревню, они обращаются за помощью к Самосу, который утверждает, что только Гол Ахерон, мудрец Темного Эко, может вернуть облик Декстера назад.
Посещая по очереди каждого мудреца, герои не застают их, так как мудрецов таинственным образом похищают. Джек и Декстер отправляются в цитадель, дабы освободить мудрецов. Там они находят огромного робота, по словам Самоса, достаточно сильного, чтобы взломать бункеры с Темным Эко. Друзья освобождают мудрецов, но щит, удерживающий робота, разрушен. Джек и Декстер противостоят роботу, управляемому Голом и Майей. Джек уничтожает его оружие. После этого четыре мини-бункера, которые прикреплены к большому, каждый из которых содержит различные типы Эко, испускают лучи света и соединяются над большим бункером превращаясь в Светлое Эко. Джек использует его для окончательной победы над роботом.
Если собрать все 100 элементов питания, то перед героями открываются врата предков, испускающие белое свечение. Детали этого раскрыты в следующей игре.

## Геймплей
События игры происходят на вымышленной планете, которая состоит из небольших технически продвинутых поселений, окруженных руинами. Протагонистами игры являются Джек, молчаливый 15-летний мальчик, и его лучший друг Декстер, эксцентричный крикун, который по-неосторожности превращается в начале игры в вымышленный гибрид выдры и горностая — выдростая. Джек собирается в путешествие, чтобы помочь своему другу вернуть прежний облик и узнает от мудреца Самоса, что они должны спасти свой мир от антагонистов Гола и Майи, которые планируют затопить его Темным Эко.
Игра Jak and Daxter: The Precursor Legacy это платформер, целью которого является собирать предметы, для продвижения по сюжету. Игрок имеет доступ к способностям, таким как двойной прыжок, удар о землю, вращение и другое. Большая часть геймплея вращается вокруг «Эко», цветной энергии, которая существует в шести различных формах.
Виды Эко встречающиеся в игре:
- Зелёное Эко — наиболее распространенное из шести типов Эко, восстанавливает здоровье. Его можно получить убивая врагов и разбивая сундуки, разбросанные по миру.
- Голубое Эко — увеличивает скорость Джека, притягивает сферы предков и небольшие кластеры синего и зелёного Эко к нему. Активирует определённые механизмы.
- Красное Эко — увеличивает силу атаки.
- Жёлтое Эко — позволяет игроку стрелять очередями энергии Эко через руки Джека.

Два других типа Эко, Темное и Светлое, не используются игроком. Небольшие количество Темного Эко наносят ущерб при контакте с игроком, и падении в бассейн Темного Эко приводит к мгновенной смерти. Светлое Эко можно увидеть и использовать только во время битвы с финальным боссом. Это сочетание всех других типов Эко, за исключением Темного. У этих видов Эко есть свои мудрецы.
Игра содержит трех боссов, победа над которыми зарабатывает игроку элементы питания или позволяет продвигаться далее по сюжетной линии. Однако, не все боссы являются обязательными.

## Создание
Создание Jak and Daxter началось в январе 1999 года. В то время большая часть Naughty Dog работала над Crash Team Racing и только два программиста были выделены для начала работ над созданием Jak and Daxter. Игра находилась в разработке почти три года, и на протяжении всего этого времени в неё были внесены многочисленные изменения во все аспекты игры, в то время Naughty Dog изготовила движок для игры, который впоследствии многократно переделывали.

## Критика
| Сводный рейтинг       | Сводный рейтинг                  |
| Агрегатор             | Оценка                           |
| --------------------- | -------------------------------- |
| GameRankings          | 90,22 %                          |
| Metacritic            | 90/100 (на основании 35 обзоров) |
| Иноязычные издания    |                                  |
| Издание               | Оценка                           |
| Famitsu               | 34/40                            |
| Game Informer         | 9,25/10                          |
| GameSpot              | 8,8/10                           |
| GameSpy               | 4,5/5                            |
| IGN                   | 9,4/10                           |
| OPM                   | 10/10                            |
| Русскоязычные издания |                                  |
| Издание               | Оценка                           |
| «Страна игр»          | 8,5 из 10                        |

В целом критикам игра понравилась. После выхода игры в 2001 году было продано более одного миллиона копий игры. На сегодняшний день только в США продано почти два миллиона копий.